# Asplundia platyphylla
Asplundia platyphylla är en enhjärtbladig växtart som beskrevs av Gunnar Wilhelm Harling. Asplundia platyphylla ingår i släktet Asplundia och familjen Cyclanthaceae. Inga underarter finns listade.